# 洪德最大多重度规则
洪德最大多重度规则（Hund's rule of maximum multiplicity）是洪德规则中的第一条，于1925年由弗里德里希·洪德提出。因其在原子化学、光谱学、量子化学中的重要性，又常被简称为洪德规则，而忽略洪德的另外两条规则。一些中学教材里面介绍的洪德规则实际上是本规则，如在人教版化学选修教材中，洪德规则被表述为：“当电子排布在同一能级的不同轨道时，总是优先单独占据一个轨道，而且自旋方向相同。”

## 内容
洪德最大多重度规则可以表述为：一个确定的电子组态的所有能态中，自旋多重度最高的能态能量最低。
运用光谱学的语言，上面的“能态”一词可以换为“光谱项”。上面表述中的“自旋多重度”是化学用语，它等于2S+1，其中S是体系的自旋量子数。自旋多重度是在S给定的情况下自旋磁量子数mS的所有可能取值的个数。上面表述中的“自旋多重度最高”也可以等价地表述为“自旋量子数最大”。
原始的洪德规则是基于对原子的观察而得出，但化学家经常将洪德规则用在分子和分子片（自由基）上面。最常见的例子是光化学中借助洪德规则而得出基态为单重态的分子的最低能量的三重态（S=1，光谱学记号T1）比单重态第一激发态（S=0，光谱学记号S1）的能量要低。推广后的洪德规则也是广泛适用的，但有部分例外，详见下文。

## 解释
对于这一规则，早期的一个解释是，高自旋态迫使电子占据不同的空间轨道，减低了电子之间的库仑排斥作用。然而近代的量子力学计算表明，洪德规则的真正原因是高自旋态下电子与原子核的吸引作用受到较少的屏蔽。

## 例子
| Magnetic quantum levels | -1 | 0 | +1 |
| ----------------------- | -- | - | -- |
| Electron occupancy      | ↑  | ↑ | ↑  |

对于矽原子，基态电子组态为1s2 2s2 2p6 3s2 3p2，只有3p亚层不是全满，故只要考虑p2组态对应的光谱项，简单的计算可知它包含三个光谱项1D、3P与1S，由洪德最大多重度规则可知基态光谱项为3P，右图中画出了这一光谱项所包含的其中一个状态（ML=MS=1）。

## 例外
2004年，研究人员合成了一种称为DMX的三自由基，是第一个被发现不符合洪德规则的有机体系。

## 注
1. ↑  这样的能态可能有多个，这时需要用其它两条洪德规则来确定能量最低的是哪一个（或哪一些，如果最低的能态是简并的话）。